# نورا أفرون
نورا أفرون (بالإنجليزية: Nora Ephron)‏ أميركية (مواليد 19 مايو 1941 - الوفاة 26 يونيو 2012 في بركين بنيويورك)، هي صحفية وكاتبة مقالات، وكاتبة مسرحية وكاتبة سيناريو وروائية ومنتجة ومخرجة، ومدونة. أنتجت أفلام من سفجينن باغلاديكلار ومساجنيزفار، رُشحت لجائزة الاوسكار 3 مرات. تعالجت أفرون لفترة طويلة في سن 71، لكنها لم تُشفى من مرض سرطان الدم. توفيت أفرون في 26 يونيو عام 2012 بنيويورك.

## حياتها الشخصية
وُلدت نورا لعائلة يهودية في مدينة نيويورك، وكانت الابنة الكبرى من ضمن أربع بنات، وترعرعت في بيفرلي هيلز، كاليفورنيا. كان والداها، هنري وفيبي (اسمها قبل الزواج: ووكند) أفرون، من مواليد الساحل الشرقي وهما كاتبا مسرحيات ونصوص سينمائية. سُميت نورا تيمُنا ببطلة مسرحية بيت الدمية لكاتب المسرحيات النرويجي هنريك إبسن، وتعمل أخواتها الأصغر سنا، ديليا وآيمي، كاتبتا سيناريو أيضًا. أما شقيقتها هالي أفرون، فهي صحفية ومراجعة كتب وروائية، مختصة في كتابة قصص الجريمة. كتب والدا أفرون شخصية ساذجة في نسخة مسرحية وفيلم خذها، هي ملكي، تيمنًا بنورا البالغة من العمر 22 عامًا ورسائلها التي بعثتها عندما كانت في الكلية. ثم أدمن والداها لاحقًا، خلال آخر سنوات عمرهما، الكحول.
كطالبة في المدرسة الثانوية، حلمت نورا بالذهاب إلى مدينة نيويورك لتصبح دوروثي باركر أخرى، شاعرة وكاتبة قصصية وكاتبة هجاء وناقدة أمريكية. نوهت نورا بمعلم الصحافة في مدرستها الثانوية، تشارلز سيمز، كمصدر إلهام لسعيها للعمل في مجال الصحافة. ثم تخرجت من مدرسة بيفرلي هيلز الثانوية عام 1958، ومن كلية ويزلي في ويليسلي، ماساتشوستس، عام 1962 بدرجة البكالوريوس في العلوم السياسية.
تزوجت نورا ثلاث مرات. انتهى زواجها الأول من الكاتب دان غرينبرغ بالطلاق بعد تسع سنوات. فتزوجت مجددًا في عام 1976 من الصحفي كارل برنستين، وأنجبت في عام 1979 طفلًا صغيرًا أسمته جايكوب، وكانت حاملاً بابنها الثاني ماكس عندما اكتشفت علاقة برنستين وخيانته لها مع صديقتهما الصحفية البريطانية المشتركة والمتزوجة، مارغريت جاي. ألهمت هذه الأحداث نورا لكتابة رواية حُرقة الفؤاد في عام 1983، والتي اقتُبست بعد ذلك لتصبح فيلمًا للمخرج مايك نيكولز 1986، بطولة جاك نيكلسون وميريل ستريب. وكتبت نورا في كتاب لها عن أحد أزواجها والذي يدعى مارك، «لقد كان قادرًا على ممارسة الجنس مع حاجبة فينيسية أعمى العينين». وكتبت أيضًا أن شخصية ثيلما (استنادًا إلى مارغريت جاي) بدت وكأنها زرافة ذات «أقدام كبيرة». هدد برنشتاين بمقاضاة الكتاب والفيلم لكنه لم يفعل. 
تزوجت نورا لأكثر من 20 عامًا من كاتب السيناريو نيكولاس بيليجي حتى وفاتها. عاش الزوجان في هوليوود هيلز في لوس أنجلوس، وفي مدينة نيويورك.
قال عنها صديقها ريتشارد كوهن: «لقد كانت يهودية للغاية، ثقافيًا ووجدانيًا. عُرفت كامرأة يهودية بالكامل». ومع ذلك، لم تكن نورا متدينة. «لا يمكن أن يكون لديك الكثير من الزبدة أبدًا - هذا هو اعتقادي. إذا كان لدي دين، فهذه النهاية»، قالت هذا ساخرة في مقابلة في الإذاعة الوطنية العامة عند سؤالها عن فيلمها جولي وجوليا في عام 2009. وأخرج ابنها، جاكوب بيرنشتاين، فيلمًا يتكلم عن حياتها الشخصية بعنوان كل شيء ما هو إلا نسخة، للشبكة التلفزيونية الأمريكية إتش بي.

## روابط خارجية
- نورا أفرون على موقع IMDb (الإنجليزية)
- نورا أفرون على موقع الموسوعة البريطانية (الإنجليزية)
- نورا أفرون على موقع مونزينجر (الألمانية)
- نورا أفرون على موقع ألو سيني (الفرنسية)
- نورا أفرون على موقع ميوزك برينز (الإنجليزية)
- نورا أفرون على موقع تيرنر كلاسيك موفيز (الإنجليزية)
- نورا أفرون على موقع أول موفي (الإنجليزية)
- نورا أفرون على موقع بوكس أوفيس موجو (الإنجليزية)
- نورا أفرون على موقع قاعدة بيانات برودواي على الإنترنت (الإنجليزية)
- نورا أفرون على موقع قاعدة بيانات الأفلام السويدية (السويدية)